# Hans Asperger

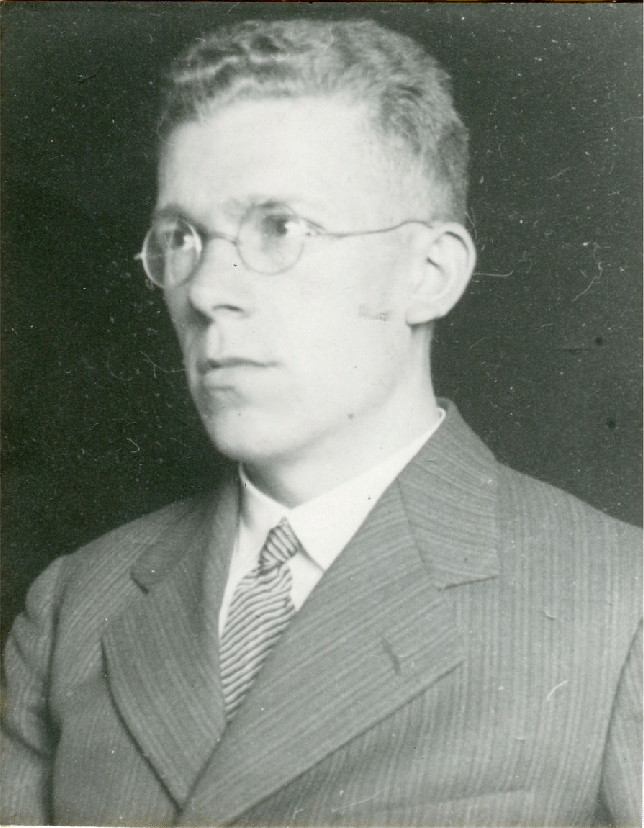
Hans Asperger, Porträt ca. 1940

Johann „Hans“ Friedrich Karl Asperger (* 18. Februar 1906 in Wien; † 21. Oktober 1980 ebenda) war ein österreichischer Kinderarzt und Heilpädagoge. Er gilt als Erstbeschreiber des später nach ihm benannten Asperger-Syndroms, einer Form des Autismus. In der Zeit des Nationalsozialismus war er Mitglied einer Kommission, die mehrere als „aussichtslose Fälle“ eingestufte Kinder in die Anstalt Am Spiegelgrund überwies, wo sie später im Rahmen der „Kinder-Euthanasie“ ermordet wurden.
Da Asperger seine Veröffentlichungen größtenteils in deutscher Sprache verfasste und sie kaum übersetzt wurden, waren seine Arbeiten zunächst international wenig bekannt. Erst ab den 1980er Jahren wurden sie rezipiert. Die britische Psychologin Lorna Wing führte in den 1980er Jahren die Forschungen Aspergers fort, definierte das Syndrom und benannte es nach ihm.

## Leben
Hans Asperger wurde im Haus Neustiftgasse 125 im 7. Wiener Gemeindebezirk Neubau geboren. Er war der älteste von drei Brüdern, der mittlere starb kurz nach der Geburt, der jüngste fiel 1942 in Russland. Über sein Elternhaus schrieb er: „Wie bin ich erzogen worden? Mit viel Liebe, ja Selbstentäußerung von meiner Mutter, mit großer Strenge von meinem Vater.“ Nach dem Besuch des Humanistischen Gymnasiums in der Wiener Kandlgasse absolvierte er an der Universität Wien ein Studium der Medizin. Nach seiner Promotion 1931 arbeitete Asperger als Assistent an der Kinderklinik der Universität Wien, an der er sich 1943 auch habilitierte.
Seit 1932 leitete er die heilpädagogische Abteilung der Klinik. Zum Wintersemester 1943 wurde Asperger unter Zuweisung an die medizinische Fakultät der Universität Wien zum Dozenten für das Fach Kinderheilkunde ernannt. Eine seiner Patientinnen war die spätere Schriftstellerin Elfriede Jelinek, „die sich auf Aspergers Station einer heilpädagogischen Therapie unterziehen [musste]. Asperger war fast immer anwesend und las den Kindern vor.“ Asperger war Berater beim Wiener Hauptgesundheitsamt und Gutachter in Sonderschulen sowie bei „schwierigen, nervlich oder psychisch auffälligen Kindern“ in Normalschulen.
Von 1957 bis 1962 war Asperger im Vorstand der Innsbrucker Kinderklinik. 1962 wurde er Professor für Pädiatrie und Leiter der Universitäts-Kinderklinik in Wien, was er bis zu seiner Emeritierung im Jahr 1977 blieb. 1967 wurde er zum Mitglied der Gelehrtenakademie Leopoldina gewählt.
1971 erhielt Asperger von der Stadt Wien die Ehrenmedaille der Bundeshauptstadt Wien in Gold. 1972 verlieh ihm die Universität München die Würde eines Doctor medicinae honoris causa. Er wurde am Neustifter Friedhof bestattet.
Hans Asperger war seit 1935 mit Hanna Kalmon verheiratet. Das Ehepaar hatte fünf Kinder. Tochter Maria Asperger Felder ist Fachärztin für Kinder- und Jugendpsychiatrie, spezialisiert für die Diagnose von Autismus und in Zürich praktizierend.

## Arbeiten zu Autismus
Am 3. Oktober 1938 hielt er in der Heilpädagogischen Abteilung der Universitätsklinik Wien einen Vortrag, in dem er anhand eines Fallbeispiels die Charakteristika der „autistischen Psychopathen“ darstellte. 1943 reichte Asperger seine Habilitationsschrift ein, eine Beschreibung des später nach ihm benannten Asperger-Syndroms, die 1944 veröffentlicht wurde.
Er selbst nannte die Störung „autistische Psychopathie“. Das Wort „autistisch“ entlieh er von Eugen Bleuler, der damit bestimmte Eigenschaften der Schizophrenie beschrieb, um „die Einengung der Person und ihrer Reaktionen auf sich selbst und die damit verbundene Beschränkung der Re-Aktionen auf die Reize der Umwelt“ zu verdeutlichen. Den Begriff „Psychopathie“ würde man heute am ehesten mit „Persönlichkeitsstörung“ übersetzen. Fast gleichzeitig mit Aspergers Publikation erschien Leo Kanners Arbeit zum frühkindlichen Autismus, der große Ähnlichkeiten mit dem „Asperger-Syndrom“ aufwies.
Aspergers Veröffentlichung enthielt die Beschreibung von vier Jungen (Fritz, Harro, Ernst und Hellmuth), die er als „autistische Psychopathen“ bezeichnete. Den Genannten war bei durchschnittlicher bis hoher Intelligenz gemeinsam:
- ein Mangel an Empathie
- die Unfähigkeit, Freundschaften zu schließen
- Störungen in Blickkontakt, Gestik, Mimik und Sprachgebrauch
- intensive Beschäftigung mit einem Interessengebiet
- motorische Störungen

Sie waren selbstbezogen, konnten sich nicht in andere Menschen versetzen und auf diese eingehen. In ihrem Gefühlsleben wirkten die Jungen disharmonisch, und im oft angstvollen Verhalten fehlte ihnen die affektive Beteiligung. Asperger nannte sie „kleine Professoren“, da sie über das Gebiet ihres Spezialinteresses detailliert sprechen konnten und oft ein erstaunliches Wissen ansammelten.
Die russische Kinderpsychiaterin Grunya Efimovna Sukhareva hatte bereits ab 1925 erste Fallbeschreibungen veröffentlicht, die dem heutigen Bild des Autismus-Spektrums zugeordnet werden können. Es ist nicht bekannt, ob Asperger die Schriften Sukharevas bekannt waren.

## Asperger in der Zeit des Nationalsozialismus
Asperger gehörte einer siebenköpfigen Kommission an, die 200 behinderte Kinder nach ihrer Bildungsfähigkeit kategorisieren sollte, um über ihr Schicksal entscheiden zu können. 35 Kinder wurden als „aussichtslose Fälle“ eingestuft und in der Folge in die Jugendanstalt „Am Spiegelgrund“ auf dem Anstaltsgelände der Heil- und Pflegeanstalt „Am Steinhof“ auf der Baumgartner Höhe in Wien (heutige Klinik Penzing) überstellt, wo alle ermordet wurden. Es fehlt die Grundlage, ihn deswegen des Mordes zu bezichtigen, denn bis zur Ermordung dieser Kinder waren noch weitere Schritte nötig, aber er war Teil der Legitimation dieser Morde und trug als Experte die Einteilung in „Brauchbarkeitsstufen“ mit.
Während Asperger nach eigenen Aussagen in den Nachkriegsjahren und den Darstellungen seiner Weggefährten Gegner der Nationalsozialisten war, deuten zeitgenössische Dokumente und neue Forschungsergebnisse darauf hin, dass dies keineswegs der Fall war. So heißt es in einer politischen Beurteilung des Personalamts des Reichsgaus Wien vom 1. November 1940 über Asperger: „In Fragen der Rassen- und Sterilisierungsgesetzgebung geht er mit den nat[ional]soz[ialistischen] Ideen konform. In charakterlicher sowie politischer Hinsicht gilt er als einwandfrei.“ Zudem wird Aspergers Rolle während der Zeit des Nationalsozialismus in Österreich von Herwig Czech sowie anderen Historikern kritisch bewertet.
Czech zufolge gibt es Hinweise dafür, dass Asperger im Rahmen der „Kinder-Euthanasie“ mehrere Kinder in die Jugendfürsorgeanstalt „Am Spiegelgrund“ überwiesen habe, in der etwa 800 Kinder ermordet wurden. Nach Einsichtnahme in Aspergers Beschreibungen der Patienten stellte Czech fest, dass diese „härter ausfielen als die des Personals der Anstalt“. Nach dem ehemaligen Leiter des heilpädagogischen Zentrums Hinterbrühl Ernst Tatzer (2020) wurden diese Kinder jedoch erst nach Monaten bis Jahren nach Aspergers Stellungnahme von den Ärzten „Am Spiegelgrund“ beschrieben, dadurch wäre es zu Entwicklungsfortschritten gekommen. Sehr kritisch sieht auch die amerikanische Historikerin Edith Sheffer in ihrem Buch Aspergers Kinder seine Rolle nach 1933. Sie legt dar, dass Asperger mit den führenden Köpfen des Kinder-Euthanasie-Programms zusammenarbeitete und mindestens 44 junge Patienten in die „Euthanasie“-Anstalt „Am Spiegelgrund“ überwies. Asperger war nicht direkt „Am Spiegelgrund“, somit kann er nicht mit Tötungen in Zusammenhang gebracht werden. In der Zwischenzeit gibt es allerdings auch einige kritische Abhandlungen zu ihrer Publikation (z. B. von Walter Heijder). Mit Bezug auf Sheffers Recherchen und ihr Buch Aspergers Kinder – Die Geburt des Autismus im Dritten Reich schrieb Astrid Viciano in der Süddeutschen Zeitung:

„Asperger war weder ein überzeugter Gegner noch ein fanatischer Anhänger der Nazis. Er war ein gläubiger Katholik und trat der NSDAP nie bei. Sein Verhalten aber sei exemplarisch für das Abdriften etlicher Menschen in die Mittäterschaft.“

Die Monatsschrift Kinderheilkunde gab mit der Nummer 3/2020 ein Sonderheft mit dem Titel Hans Asperger und die Heilpädagogik heraus. Betont wurde, „dass es nicht Ziel war, Schuld oder Unschuld des Menschen und Arztes Asperger umfassend zu bewerten“. Die daraufhin eingehenden Beiträge wurden in einem Leserforum der Ausgabe Monatsschrift Kinderheilkunde 9 · 2021 veröffentlicht.

## Werke (Auswahl)
- Das psychisch abnorme Kind. In: Wiener klinische Wochenschrift. Bd. 51 (1938), H. 49, S. 1314–1317.
- Die „Autistischen Psychopathen“ im Kindesalter. In: Archiv für Psychiatrie und Nervenkrankheiten. Bd. 117 (1944), S. 73–136. doi:10.1007/bf01837709
- Die medizinischen Grundlagen der Heilpädagogik. In: Monatsschrift für Kinderheilkunde. Band 99, Wien 1950, S. 105–107.
- Heilpädagogik: Einführung in die Psychopathologie des Kindes für Ärzte, Lehrer, Psychologen und Fürsorgerinnen. Springer, Wien 1952, ISBN 978-3-662-28619-7 (Digitalisat).